# Tommy Hall (Radsportler)

Tommy Hall (1913)

William Thomas „Tommy“ Hall (* 1877 in Croydon, Surrey (heute London); † 26. April 1949) war ein englischer Radrennfahrer.
Tommy Hall wurde als eins von 13 Kindern eines Polsterers geboren. Mit 13 Jahren fuhr er sein erstes Rennen. Von 1900 bis 1914 war er Profi-Radrennfahrer. Am 29. Oktober 1903 brach er mit 87,391 Kilometern den Stundenweltrekord hinter motorisiertem Schrittmacher auf der Radrennbahn des Prinzenparkstadions. 1904 wurde er Zweiter der Europameisterschaft der Steher. In Deutschland siegte er 1912 im Goldenen Rad von Berlin. Nach Beendigung seiner aktiven Karriere wurde der 1,53 Meter große Hall Trainer der britischen Olympiamannschaft. 1924 begleitete er die britische Nationalmannschaft zu den Olympischen Spielen nach Paris.
Gemäß der Volkszählung im Vereinigten Königreich war Hall 1901 in London gemeldet, sein Beruf wurde als „Fahrradbauer“ angegeben. Hall starb 1949 im Alter von 72 Jahren und liegt auf dem Abney Park Cemetery in Stoke Newington begraben. Die Inschrift auf seinem Grabstein lautet: 
William Thomas (Tommy) Hall
Who died April 26th 1949
Aged 72 years
This memorial was erected
by his cycling friends as a tribute to
a record breaking and world famous cyclist
on road and track
A great rider and sportsman
(William Thomas (Tommy) Hall, der am 26. April 1949 im Alter von 72 Jahren starb. Dieser Stein wurde zur Ehrung eines rekordbrechenden und weltberühmten Radsportlers auf Bahn und Straße von seinen Radsportfreunden errichtet. Ein großer Fahrer und Sportler.)